# Parti socialiste des travailleurs (Royaume-Uni)
Pour les articles homonymes, voir Parti socialiste des travailleurs.
 (juillet 2010).
Si vous disposez d'ouvrages ou d'articles de référence ou si vous connaissez des sites web de qualité traitant du thème abordé ici, merci de compléter l'article en donnant les références utiles à sa vérifiabilité et en les liant à la section « Notes et références ».
Le Parti socialiste des travailleurs (SWP — Socialist Workers Party en anglais) est un parti politique britannique d'extrême gauche, d'inspiration trotskiste.

## Caractéristiques, idéologie
Le SWP se réclame du socialisme révolutionnaire, et plus précisément du trotskisme dont il développe diverses critiques des évolutions depuis les années 1940, l'amenant à se différencier des partis et groupes trotskistes « orthodoxes ». Il fait partie de la Tendance Socialiste Internationale. Le fondateur du parti, Tony Cliff, a développé une analyse de l'URSS comme un régime « capitaliste bureaucratique d'État », le SWP adoptant ensuite le slogan « Ni Washington, ni Moscou, le socialisme international ! » pendant la guerre froide, qui marque son refus de choisir entre deux impérialismes.
Le SWP ne participe pas en tant que tel aux élections, mais à travers des alliances ou coalitions, dont RESPECT qui a réussi à faire élire un député au parlement britannique (George Galloway) et plusieurs conseillers municipaux, et participant en 2010 à la TUSC (Trade Union and Socialist Coalition avec le Parti socialiste, Solidarité et Socialist Resistance (la TUSC obtient en moyenne 1 % des voix là où elle participe aux élections). En Écosse, le SWP forme une plateforme du Parti socialiste écossais jusqu'en septembre 2006, date à laquelle celui-ci a scissionné. Les militants écossais de la plateforme Socialist Worker militent à présent dans un nouveau parti, Solidarité .
Le SWP a une commission industrielle qui coordonne le travail entre le parti, le mouvement ouvrier et la section étudiante. Ses membres jouent un rôle important localement, et parfois nationalement, dans divers syndicats. Le parti s'est également impliqué dans la construction du mouvement contre la guerre en Irak — notamment à travers la Coalition Stop the War — et contre l'islamophobie.
Il existe en France, ou ont existé dans la période récente, trois petites organisations se réclamant des idées du SWP : Socialisme par en bas (SPEB — qui entretient un rapport plus ou moins direct avec la direction du SWP), Socialisme international (SI — dont SPEB est une scission de 1997) et l'association Marxistes Unitaires. Les deux premières organisations se sont constituées séparément en courants au sein de la LCR (Ligue communiste révolutionnaire) et la dernière, si elle comprenait des militants de la LCR, se définit d'abord comme une association œuvrant au rapprochement de la gauche antilibérale et anticapitaliste.
Le groupe politique Autonomie de Classe (A2C), dont « une partie [des membres] a milité au Nouveau Parti anticapitaliste » français, entretient des relations avec le SWP.
En 2013, 700 membres du SWP démissionnent après le scandale du traitement des femmes et les allégations de viol contre la direction du parti,,.

### Article
- « Un trotskyste juif palestinien au royaume de sa majesté », article dans la revue Contretemps sur Tony Cliff et l'histoire du SWP.